# Salles-et-Pratviel
Salles-et-Pratviel é uma comuna francesa na região administrativa de Occitânia, no departamento de Alta Garona. Estende-se por uma área de 2,12 km². Em 2010 a comuna tinha 133 habitantes (densidade: 62,7 hab./km²).